# Haugastøl
Haugastøl is een plaatsje en spoorwegstation aan  Bergensbanen behorende bij de gemeente Hol in de provincie Buskerud in het zuiden van Noorwegen. 
Haugastøl ligt aan het meer Ustevatn. 